# Seznam grških kiparjev
Seznam grških kiparjev.

## A
- Alkamenes
- Antenor
- Athanase Apartis

## E
- Evfranor

## F
- Fidija

## G
- El Greco

## H
- Hares iz Lindosa
- Nikos Hadjikyriakos-Ghikas

## K
- Kalimah
- Kefizodot
- Kritios

## L
- Lizip

## M
- Memos Makris
- Miron

## O
- Onatas

## P
- Paionios
- Poliklet
- Praksitel

## R
- Roik

## S
- Skopas

## T
- Takis